# Grand Prix Belgie 1976
Grand Prix Belgie 1976 (oficiálně XXXIV GROTE PRIJS VAN BELGIE) se jela na okruhu Zolder v Limburk v Belgii dne 16. května 1976. Závod byl pátým v pořadí v sezóně 1976 šampionátu Formule 1.

## Kvalifikace
| Poř. | No. | Jezdec             | Konstruktér        | Čas     | Ztráta |
| ---- | --- | ------------------ | ------------------ | ------- | ------ |
| 1    | 1   | Niki Lauda         | Ferrari            | 1.26.55 | —      |
| 2    | 2   | Clay Regazzoni     | Ferrari            | 1.26.60 | +0.05  |
| 3    | 11  | James Hunt         | McLaren-Ford       | 1.26.74 | +0.19  |
| 4    | 4   | Patrick Depailler  | Tyrrell-Ford       | 1.26.91 | +0.36  |
| 5    | 9   | Vittorio Brambilla | March-Ford         | 1.26.93 | +0.38  |
| 6    | 26  | Jacques Laffite    | Ligier-Matra       | 1.27.14 | +0.59  |
| 7    | 3   | Jody Scheckter     | Tyrrell-Ford       | 1.27.19 | +0.64  |
| 8    | 22  | Chris Amon         | Ensign-Ford        | 1.27.54 | +0.99  |
| 9    | 8   | Carlos Pace        | Brabham-Alfa Romeo | 1.27.66 | +1.11  |
| 10   | 10  | Ronnie Peterson    | March-Ford         | 1.27.72 | +1.17  |
| 11   | 5   | Mario Andretti     | Lotus-Ford         | 1.27.75 | +1.20  |
| 12   | 7   | Carlos Reutemann   | Brabham-Alfa Romeo | 1.28.30 | +1.75  |
| 13   | 16  | Tom Pryce          | Shadow-Ford        | 1.28.37 | +1.82  |
| 14   | 17  | Jean-Pierre Jarier | Shadow-Ford        | 1.28.38 | +1.83  |
| 15   | 34  | Hans-Joachim Stuck | March-Ford         | 1.28.41 | +1.86  |
| 16   | 19  | Alan Jones         | Surtees-Ford       | 1.28.44 | +1.89  |
| 17   | 28  | John Watson        | Penske-Ford        | 1.28.44 | +1.89  |
| 18   | 12  | Jochen Mass        | McLaren-Ford       | 1.28.50 | +1.95  |
| 19   | 33  | Patrick Nève       | Brabham-Ford       | 1.28.80 | +2.25  |
| 20   | 37  | Larry Perkins      | Boro-Ford          | 1.28.81 | +2.26  |
| 21   | 35  | Arturo Merzario    | March-Ford         | 1.28.84 | +2.29  |
| 22   | 6   | Gunnar Nilsson     | Lotus-Ford         | 1.28.99 | +2.44  |
| 23   | 32  | Loris Kessel       | Brabham-Ford       | 1.29.09 | +2.54  |
| 24   | 24  | Harald Ertl        | Hesketh-Ford       | 1.29.40 | +2.85  |
| 25   | 21  | Michel Leclère     | Wolf-Williams-Ford | 1.29.46 | +2.91  |
| 26   | 18  | Brett Lunger       | Surtees-Ford       | 1.29.76 | +3.21  |
| DNQ  | 30  | Emerson Fittipaldi | Fittipaldi-Ford    | 1.29.89 | +3.26  |
| DNQ  | 20  | Jacky Ickx         | Wolf-Williams-Ford | 1.30.61 | +4.06  |
| DNQ  | 25  | Guy Edwards        | Hesketh-Ford       | 1.30.77 | +4.22  |

## Závod
| Poř.   | No. | Jezdec             | Konstruktér        | Počet kol | Čas/Odstoupení | Pořadí na startu | Body |
| ------ | --- | ------------------ | ------------------ | --------- | -------------- | ---------------- | ---- |
| 1      | 1   | Niki Lauda         | Ferrari            | 70        | 1:42:53.23     | 1                | 9    |
| 2      | 2   | Clay Regazzoni     | Ferrari            | 70        | + 3.46         | 2                | 6    |
| 3      | 26  | Jacques Laffite    | Ligier-Matra       | 70        | + 35.38        | 6                | 4    |
| 4      | 3   | Jody Scheckter     | Tyrrell-Ford       | 70        | + 1:31.00      | 7                | 3    |
| 5      | 19  | Alan Jones         | Surtees-Ford       | 69        | + 1 kolo       | 16               | 2    |
| 6      | 12  | Jochen Mass        | McLaren-Ford       | 69        | + 1 kolo       | 18               | 1    |
| 7      | 28  | John Watson        | Penske-Ford        | 69        | + 1 kolo       | 17               |      |
| 8      | 37  | Larry Perkins      | Boro-Ford          | 69        | + 1 kolo       | 20               |      |
| 9      | 17  | Jean-Pierre Jarier | Shadow-Ford        | 69        | + 1 kolo       | 14               |      |
| 10     | 16  | Tom Pryce          | Shadow-Ford        | 68        | + 2 kola       | 13               |      |
| 11     | 21  | Michel Leclère     | Wolf-Williams-Ford | 68        | + 2 kola       | 25               |      |
| 12     | 32  | Loris Kessel       | Brabham-Ford       | 63        | + 7 kol        | 23               |      |
| Ret    | 18  | Brett Lunger       | Surtees-Ford       | 62        | Elektronika    | 26               |      |
| Ret    | 8   | Carlos Pace        | Brabham-Alfa Romeo | 58        | Elektronika    | 9                |      |
| Ret    | 22  | Chris Amon         | Ensign-Ford        | 51        | Nehoda         | 8                |      |
| Ret    | 11  | James Hunt         | McLaren-Ford       | 35        | Převodovka     | 3                |      |
| Ret    | 34  | Hans Joachim Stuck | March-Ford         | 33        | Zavěšení       | 15               |      |
| Ret    | 24  | Harald Ertl        | Hesketh-Ford       | 31        | Motor          | 24               |      |
| Ret    | 4   | Patrick Depailler  | Tyrrell-Ford       | 29        | Motor          | 4                |      |
| Ret    | 5   | Mario Andretti     | Lotus-Ford         | 28        | Hřídel         | 11               |      |
| Ret    | 33  | Patrick Nève       | Brabham-Ford       | 26        | Hřídel         | 19               |      |
| Ret    | 35  | Arturo Merzario    | March-Ford         | 21        | Motor          | 21               |      |
| Ret    | 7   | Carlos Reutemann   | Brabham-Alfa Romeo | 17        | Motor          | 12               |      |
| Ret    | 10  | Ronnie Peterson    | March-Ford         | 16        | Nehoda         | 10               |      |
| Ret    | 6   | Gunnar Nilsson     | Lotus-Ford         | 7         | Nehoda         | 22               |      |
| Ret    | 9   | Vittorio Brambilla | March-Ford         | 6         | Hřídel         | 5                |      |
| DNQ    | 30  | Emerson Fittipaldi | Fittipaldi-Ford    |           |                |                  |      |
| DNQ    | 20  | Jacky Ickx         | Wolf-Williams-Ford |           |                |                  |      |
| DNQ    | 25  | Guy Edwards        | Hesketh-Ford       |           |                |                  |      |
| Zdroj: |     |                    |                    |           |                |                  |      |

## Průběžné pořadí po závodě
Pohár jezdců
| Pořadí | Jezdec            | Body |
| ------ | ----------------- | ---- |
| 1      | Niki Lauda        | 42   |
| 2      | Clay Regazzoni    | 15   |
| 3      | Patrick Depailler | 10   |
| 4      | Jochen Mass       | 8    |
| 5      | Jody Scheckter    | 8    |
| Zdroj: |                   |      |

Pohár konstruktérů
| Pořadí | Konstruktér  | Body |
| ------ | ------------ | ---- |
| 1      | Ferrari      | 45   |
| 2      | Tyrrell-Ford | 16   |
| 3      | McLaren-Ford | 10   |
| 4      | Ligier-Matra | 7    |
| 5      | Lotus-Ford   | 6    |
| Zdroj: |              |      |